# Tarps Elin
Tarps Elin är en svensk film från 1956 i regi av Kenne Fant.
Filmens förlaga var romanen Den söker icke sitt av Sven Edvin Salje. Manuset skrevs av Volodja Semitjov och musiken av Erland von Koch. Max Wilén var fotograf och Lennart Lindgren klippare. Produktions- och distributionsbolag var Svenska AB Nordisk Tonefilm. Filmen hade premiär den 12 november 1956 på flera biografer runt om i Sverige och var 96 minuter lång. Den var tillåten från 15 år.

## Rollista
- Eva Dahlbeck – Elin Tarp
- John Norrman – Tarp, Elins far
- Erik Strandmark – Tryggve Linde
- Ulf Palme	– Kjell Loväng, bonde
- Märta Arbin – Inga Loväng, Kjells mor
- Holger Löwenadler	– Arvid Loväng, Kjells far
- Wiktor "Kulörten" Andersson – Beck-Lasse
- Bengt Eklund – Sixten
- Ingemar Holde – Eskil
- Sten Mattsson – Manne
- Carl Deurell – Botvid
- Olof Widgren – läkare
- Hans Strååt – kyrkoherde
- Ragnar Falck – Håkansson, trädgårdsmästare
- Fritiof Billquist	– Bengtsson, barnavårdsman
- Inga Didong – Lena
- Sif Ruud – servitris
- Hanny Schedin – tant utklädd som jultomte
- Stig Johanson – man som beskådar julskyltningen
- Svea Holst – kund hos Håkansson
- Ann-Mari Landqvist – Ingrid som 6-åring
- Maud Hansson – Ingrid som 14-åring
- Artillio Bergholtz – Hugo, Elins son som 8-åring
- Lars "Lasse" Andersson – Hugo som 16-åring
- Jan Olov Andersson – Bengt som 9-åring
- Lennart Kollberg – Bengt som 17-åring

### Fotnoter
1. 1 2  ”Tarps Elin”. Svensk Filmdatabas. http://sfi.se/sv/svensk-filmdatabas/Item/?itemid=4527&type=MOVIE&iv=Basic&ref=/templates/SwedishFilmSearchResult.aspx?id%3d1225%26epslanguage%3dsv%26searchword%3dtarps+elin%26type%3dMovieTitle%26match%3dBegin%26page%3d1%26prom%3dFalse. Läst 11 februari 2013.